# セレンディピティ
セレンディピティ（英語: serendipity）とは、素敵な偶然に出会ったり、予想外のものを発見すること。また、何かを探しているときに、探しているものとは別の価値があるものを偶然見つけること。

## 語の起源と意味
「serendipity」という言葉は、イギリスの政治家にして小説家であるホレス・ウォルポールが1754年に生み出した造語であり、彼が子供のときに読んだ『セレンディップの3人の王子 (The Three Princes of Serendip)』という童話にちなんだものである。セレンディップとはセイロン島、現在のスリランカのことであるから、すなわち、題名は「スリランカの3人の王子」という意味である。ウォルポールがこの言葉を初めて用いたのは、友人に宛てた書簡において、自分がしたちょっとした発見について説明しているくだりにおいてであり、その書簡の原文も知られている。
英英辞書では以下のように説明されている。

## 日本語訳
日本語では、通常は音写の「セレンディピティ」「セレンディーピティー」等が用いられる。「偶察力」と訳される場合もあるが、確固とした訳語は定まっていない。精神科医の中井久夫は『徴候・記憶・外傷』（みすず書房2004年）で「徴候的知」と呼んでいる。

## 自然科学におけるセレンディピティ
アメリカの社会学者ロバート・キング・マートンが1958年に『The Travels and Adventures of Serendipity（セレンディピティの旅と冒険）』を発表したことをきっかけに、学術誌や科学雑誌で頻出する言葉となった。
セレンディピティは、失敗してもそこから見落としせずに学び取ることができれば成功に結びつくという、一種のサクセスストーリーとして、また科学的な大発見をより身近なものとして説明するためのエピソードの一つとして語られることが多い。酒井邦嘉はペニシリン発見や田中耕一の例をあげ、フランスのルイ・パスツールの言葉（1854年のリール大学学長就任演説より）を紹介して、「構えのある心」(the prepared mind) がセレンディピティのポイントだという。セレンディピティは社会的独創性は高いが、発想的独創性は低いと言われている。
| 「 | 観察の領域において、偶然は構えのある心にしか恵まれない （Dans les champs de l'observation le hasard ne favorise que les esprits préparés.） | 」 |

### セレンディピティが見出せる代表例
- アルキメデスによる、アルキメデスの原理の発見（紀元前3世紀）
- ヘニッヒ・ブラントによる、リンの分離と発見（1669年）
錬金術で銀を金に変換するため、人間の尿を蒸発させていたところ発見。
- ハンス・クリスティアン・エルステッドによる、電流と磁気の関係の発見（1820年）
- チャールズ・グッドイヤーによる、ゴムへの加硫の発見（1839年）
- ウィリアム・パーキンによる、モーブの発見（1856年）[4]
マラリアの特効薬としてのキニーネを研究中、環境の整っていない自宅に帰省した際、粗末な実験室で合成実験をしたところ、意図せず、紫色のアルコール溶液が生成され、これが史上初の人工染料（当然ながら、紫色で史上初の人工染料でもある）になると即座に看破した[4]。
- アルフレッド・ノーベルによる、ダイナマイトの発明（1866年）
- クリップの発明（1890年代）
- ヴィルヘルム・レントゲンによる、X線の発見（1895年）
- ピエール・キュリー、マリ・キュリー夫妻による、ラジウムの発見（1898年）
ポロニウムを抽出した閃ウラン鉱の残渣の方が電離作用が強いため、更に調べたところ見つかった。
- ハンス・フォン・ペヒマン（英語版）による、ポリエチレンの発見（1898年）
- エドゥアール・ベネディクトゥスによる、合わせガラスの発明（1903年）
- ハリー・ブレアリーによる、ステンレス鋼の耐食性の発見（1913年）
- アレクサンダー・フレミングによる、リゾチームとペニシリンの発見（1922年と1928年）
フレミングが培養実験の際に誤って、雑菌であるアオカビを混入（コンタミネーション）させたことが、のちに世界中の人々を感染症から救うことになる抗生物質発見のきっかけになった。
- アルバート・ホフマンによる、LSDの幻覚作用の発見（1938年）
- ロイ・プランケットによる、テフロンの発見（1938年）
- パーシー・スペンサーによる、電子レンジの発明（1940年代）
- ルイス・フィーザーによる、ナパーム弾の発明（1942年）
- ウィリアム・ショックレーらによる、トランジスタの発明（1947年）
- ジョルジュ・デ・メストラルによる、マジックテープの発明（1950年頃）
- 江崎玲於奈らによる、トンネルダイオード、トンネル効果の発見（1950年代）
- アーノ・ペンジアスとロバート・ウィルソンによる、宇宙背景放射の発見（1964 - 1965年）
- 白川英樹らによる、導電性高分子の発見（1967年〈昭和42年〉秋）
- アントニー・ヒューイッシュとジョスリン・ベル・バーネルによる、パルサーの発見（1967年）
- 核実験監視衛星ヴェラによる、ガンマ線バーストの発見（1967年）
- 敷山哲洋（NIPPURA創業者）による、アクリル樹脂パネル製大型水槽の開発につながるアクリル樹脂パネルの重合接着技術の発明（会社を設立した1969年より数年前）
カーペット床に落ちたうどんがくっついて簡単に取れなかったことで閃いたという。[5]
- スペンサー・シルバー、アーサー・フライによる、付箋（ポストイット・メモ）の発明（1969年）
- 液晶ディスプレイの交流駆動方式の発明（1971年）
- ルイス・アルヴァレズ、ウォルター・アルヴァレズ、フランク・アサロ（英語版）、ヘレン・マイケル（英語版）による、恐竜滅亡の小惑星衝突原因仮説（1980年）
- ハロルド・クロトー、リチャード・スモーリー、ロバート・カールによる、フラーレン (C60) の発見（1985年）
- 田中耕一による、高分子質量分析法（MALDI法）の発見（1980年代）
- ファイザーによる、シルデナフィル（バイアグラ）の開発（1990年代）
開発当初は狭心症の治療薬として治験を行っていたが、治験していた男性の勃起が止まらなかったため、勃起不全による不妊治療薬として発売された。
- 飯島澄男による、カーボンナノチューブの発見（1991年）
- 小林久隆による、光免疫療法の発見（2009年）